# 鞭

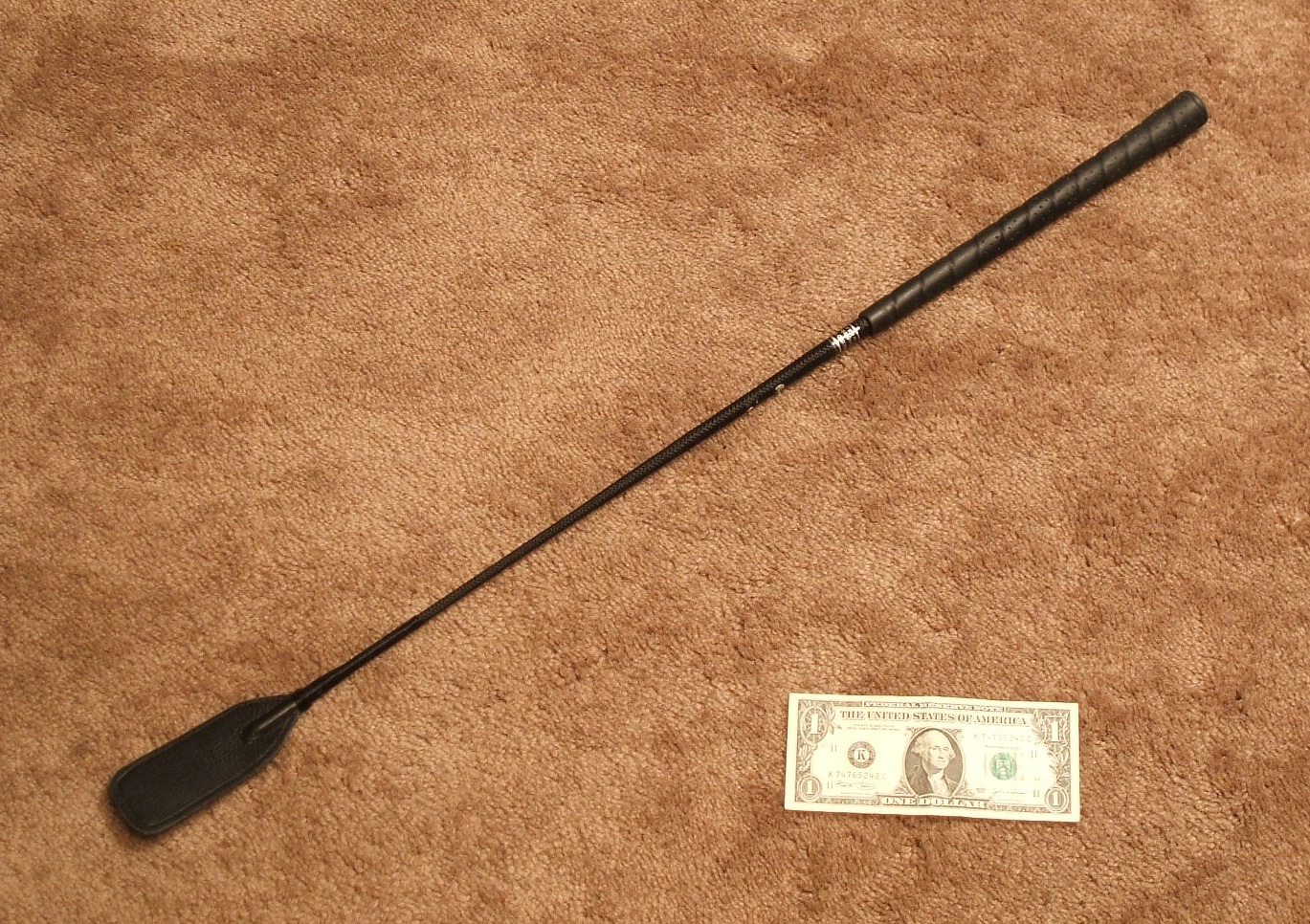
马鞭

鞭為一種由金屬製的棒型打擊武器，有像刀劍一樣的握柄，打擊部有節狀且最前端有尖。在中國被歸類為十八般兵器中的一種冷兵器。

## 形制
中國的「鞭」分為兩種，其一為策，用以驅馬，駕車，其二為鞭，用以行刑，或當作武器使用。作為武器用的鞭無稜有節，與之相似的鐧則有稜無節。
最早「鞭」是指「驅馬」或「打人」，作為動詞使用，說文解字：「鞭，驅也。」，說文解字註：「鞭，毆也。」，而用來鞭馬驅車之物叫做「策」(竹根)，趕馬就叫做「鞭策」，鞭人行刑之物叫做「笞」(竹棒或竹板)，演變出來的鋼鞭，仍保留竹節外型，打人就叫做「鞭笞」。後來軟硬兩者皆用「鞭」作代稱。
古代的鞭多指以堅硬金屬製成的棍棒類武器，無刃，與長節軟身的軟鞭相對。鞭為短兵器，多以鐵、銅、鋼等物料鑄造，以重量見稱，是中國十八般兵器的其中一種，以單用為主，並配合其他武器（通常為長兵器）合用。亦有兩手各執一根鞭的用法，使用者須有較強的膂力，方可運用自如，如《水滸傳》中呼延灼所使雙鞭就是「左手的重十二斤，右手重十三斤」。
馮雲鶻的《金石索》描述後梁名將王彥章所使用的鐵鞭，列明「長僅六尺二寸強，重清秤十五斤，凡十九節，每節以銅條束之，柄飾木而束以銅，柄端如槌，四面環列『赤心報國』四字」的鐵鞭形象。宋代《武經總要》提及：「鐵鞭、鐵鐧二色，鞭，其形大小長短，隨人力所勝用之。有人作四稜者，謂之鐵鐧，謂方棱似形，皆鞭類也。」清王啅《兵仗記》指：「與劍相類者為鐵鐧，無刃起四稜，言方稜似鐧也；有與為類者為鐵鞭，純鐵為之，狀如竹根節也。鞭、大小長短，各隨力所勝用之。」《中國兵器史稿》也說到「鞭」雖屬短兵器，但其形制較長，質料亦重，故必須強調臂力。鐵鞭根據不同物料，有各種名稱，如「虎眼鞭」、「竹節鞭」、「豹尾鞭」、「水磨鞭」等；雙鞭中亦有「兩儀鞭」等制式。
「鞭」亦可指軟鞭。軟鞭是一種柔韌的武具，質料大致有皮革類（如皮鞭）及鋼鍊類（如九節鞭）兩種，由於軟鞭大多範圍廣闊而姿態多變，舞弄時容易傷及自身，因此其演練有一定的難度。

## 應用
除了武術的用途以外，鞭在其它地方也會派上用場，如策馬時所用的馬鞭。

### 驅策
中國古代用以驅馬，駕車的就是策，策是一種以竹子或木條製成的馬具，因為古時的戰車通常以多匹馬拉進，而馬與馬，馬與車之間有多條索線連繫，所以為了防止鞭線互相打結，就造就了硬身，條形的策。
西方的鞭亦多指軟鞭，是一種主要以皮革（有時會配合鋼類等金屬）製作的工具。軟鞭最常見的用途，是用於驅使動物進行各種勞動（如馬、驢等），倘若動物違背命令，就會被鞭所抽擊，象徵嚴厲的懲罰。

### 鞭刑
由於鞭擊能充當驅使獸類的懲罰，故此亦有人會以軟鞭來抽打部下、奴僕、兒女，以示權威（有時性虐恋也使用鞭打方式）。鞭刑亦是一種自古相傳的肉刑。修辭上則以「鞭策」指對人的激勵。

## 軼事與文化
古時鐵鞭亦會被比喻為「鐵蛇」，唐代文人元稹作品《俠客行》中提到「俠客有謀，人不識測，三尺鐵蛇延二國。」當中的「鐵蛇」就是指鐵鞭。清代小說《躋雲樓》提到一種名為「鐵鞭蛇」的妖蛇，能以身體軀幹將人類的腦袋打得迸裂，便是以鐵鞭為其原型。
日本戰國時代亦流行一種名為「十手（實手）」的武器，形制與中國的硬鞭有點相似。著名的流派有「一角流十手術」及「實手當理流」等。

## 著名使鞭人物

### 歷史
- 唐代－尉遲恭
- 後梁－王彥章（見《五代史》）
- 五代－王繼勳（別稱「王三鐵」，見《五代史》）
- 五代－安重榮（自號「鐵鞭郎君」，見《五代史》）
- 北宋－呼延贊（見《宋史》）
- 北宋－王珪（別稱「王鐵鞭」，見《宋史》）
- 北宋－李懷岊（見《宋史》）
- 明代－徐有貞（見《明史》）
- 明代－黃得功（見《明史》）
- 明代－賀世賢（見《明史》）
- 明代－段復興（見《明史》）
- 明代－孫守法（見《明史》）
- 清代－馬良柱（見《清史稿》）
- 清代－王聰兒（見《清稗類鈔》技勇類6）

### 虛構

#### 鋼鞭、鐵鞭、銅鞭
- 《大宋宣和遺事》－鐵鞭呼延綽
- 中國古典小說《三國演義》－黃蓋
- 中國古典小說《三國演義》－文鴦
- 中國古典小說《三遂平妖傳》－溫殿直
- 中國古典小說《五代史平話》－后晋開國皇帝石敬瑭
- 中國古典小說《殘唐五代史演義傳》－史建瑭
- 中國古典小說《水滸傳》－「雙鞭」呼延灼（使雙鞭，一說為銅鞭，一說為水磨八稜鋼鞭，左鞭重十二斤，右鞭重十三斤）
- 中國古典小說《水滸傳》－「病尉遲」孫立（使竹節鋼鞭）
- 中國古典小說《封神演義》－「武財神」趙公明
- 中國古典小說《封神演義》－太公望（名為「打神鞭」）
- 中國古典小說《封神演義》－「九天應元雷神普化天尊」聞仲（使雙鞭，名為「蛟龍金鞭」）
- 中國古典小說《西遊記》－道教護法鎮山神將王靈官
- 中國古典小說《隋唐演義》－李如珪（使竹節鋼鞭）
- 中國古典小說《盛京演義》－呼延芳（使雙鞭，明朝總兵）
- 金庸小說《書劍恩仇錄》－楊成協
- 小說《李自成》人物－袁宗第（使一條十二斤重竹節鐵鞭）
- 金庸小說《鴛鴦刀》－周威信（使雙鞭）
- 日本電子遊戲《真·三國無雙》系列－太史慈（使雙鞭，名為「虎撲毆狼」）
- 日本電子遊戲《真·三國無雙》系列（2代至5代）－黃蓋（使鐵鞭，名為「斷海鞭」）
- 日本電子遊戲《真·三國無雙》系列（3、4、7、8代） －夏侯淵（8代使雙鞭）
- 日本電子遊戲《真·三國無雙》系列（7代）－諸葛誕（使短鐵鞭）

#### 軟鞭、九節鞭
- 金庸小說《射鵰英雄傳》－「鐵屍」梅超風（使軟鞭，名為「銀蟒鞭」）
- 金庸小說《神鵰俠侶》－波斯商人尹克西（使軟鞭）
- 金庸小說《飛狐外傳》－袁紫衣（使九節鞭）
- 古龍小說《多情劍客無情劍》－西門柔（使蛇鞭，兵器譜排行第七）
- 古龍小說《楚留香》－黑珍珠（使軟鞭）
- 角色扮演遊戲《仙劍奇俠傳》－林月如（使軟鞭及鞭類武器）
- 日本電子遊戲《真·三國無雙》系列（5代至6代）－貂蟬（使九節鞭）
- 日本電子遊戲《真·三國無雙》系列（5代）－甄姬（使九節鞭）
- 電視劇蜀山戰紀－玉無心（使軟鞭，名為冰魄寒鞭）